# Список умерших в 1264 году

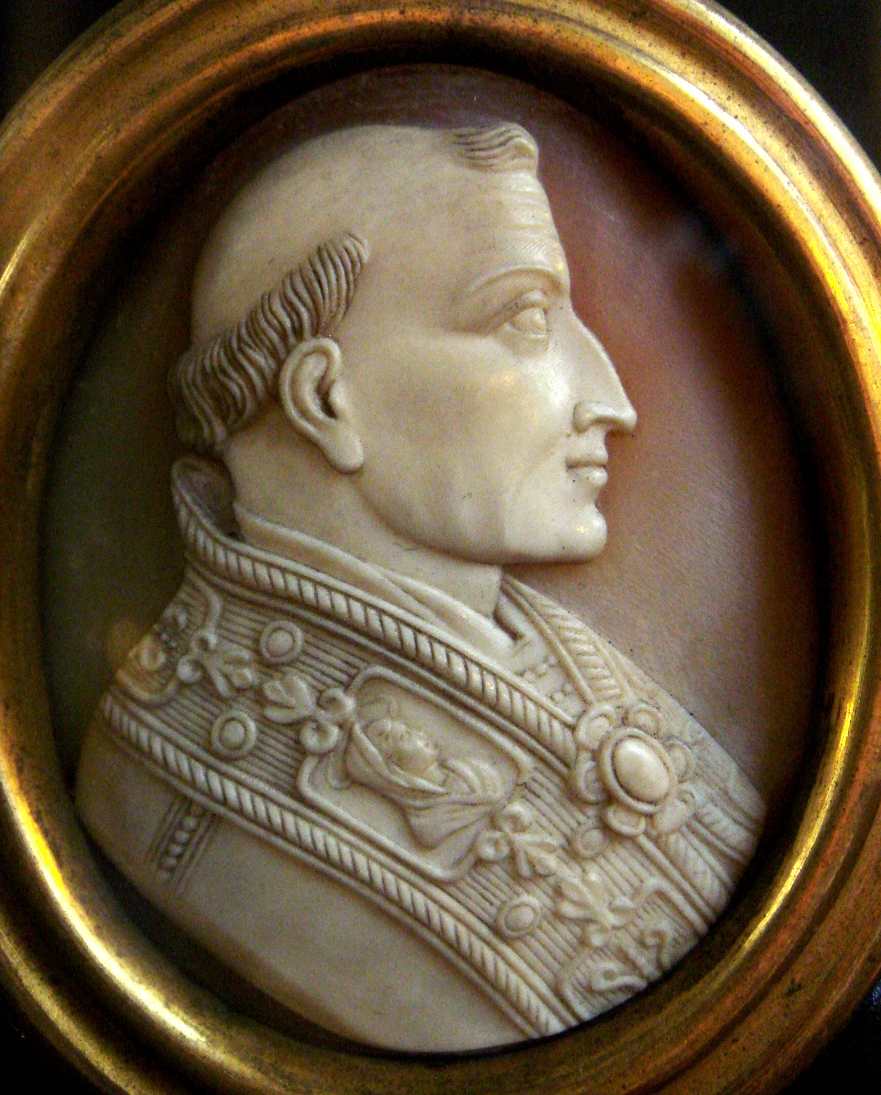
Урбан IV

Ли-цзун

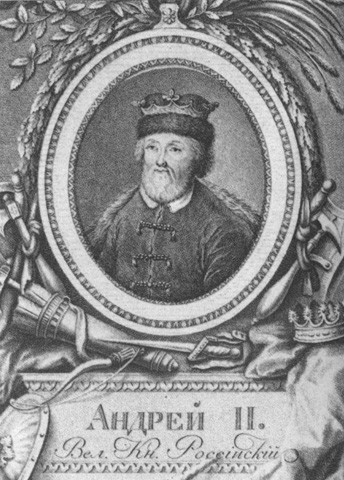
Андрей Ярославич

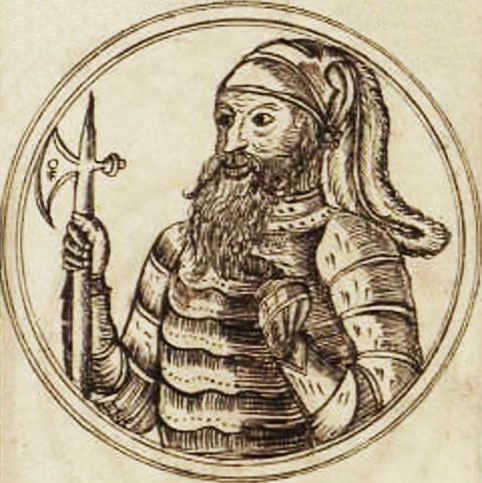
Тройнат

В этой статье представлен список известных людей, умерших в 1264 году.
См. также: Категория:Умершие в 1264 году

## Февраль
- 4 февраля или 5 февраля — Пьер ду Палас[фр.] — епископ Аосты (1260—1264)
- 16 февраля — Аццо VII д'Эсте — маркиз Феррары (1215—1222, 1240—1264).
- Альберт Штаденский, немецкий бенедиктинский монах, поэт и анналист.

## Апрель
- 3 апреля — Уильям Баттон[англ.] — епископ Бата и Уэлльса (1248—1264)
- 8 апреля — Симон I — первый граф Спонхейма-Кройцнаха (1223—1264)
- 25 апреля — Роджер де Квинси, 2-й граф Уинчестер — лорд-констебль Шотландии (1234—1264)

## Май
- 17 мая — Вартислав III — последний герцог Померании—Дымин (1219/1220—1264)

## Июль
- 10 июля — Изабелла де Клер[англ.] — леди Аннандейл (1240—1264), жена Роберта Брюса, 5-го лорда Аннандейл
- Дориа, Персиваль — генуэзский аристократ, государственный и военный деятель Священной Римской империи и Сицилийского королевства, кондотьер, трубадур и поэт сицилийской школы, утонул в реке во время военного похода.

## Август
- 1 августа — Иоганн I Теолог — князь Мекленбурга (1227—1264).
- 21 августа — Ходзё Нагатоки (34) — японский регент (Сиккэн) (1256—1264) из клана Ходзё.

## Октябрь
- 2 октября — Урбан IV — папа римский (1261—1264)

## Ноябрь
- 11 ноября — Уберти, Фарината — глава флорентийских гибеллинов
- 16 ноября — Ли-цзун (59) — китайский император из династии Сун (1224—1264).

## Декабрь
- 12 декабря — Мартин[исп.] — епископ Сеговии (1260—1264)

## Дата неизвестна или требует уточнения
- Ал-Абхари — арабский математик, астроном и философ.
- Андрей Ярославич — Великий князь Владимирский (1248—1252), Князь суздальский (1256—1264)
- Винсент из Бове — доминиканский монах, богослов, энциклопедист, философ и педагог, автор самой значительной энциклопедии Средневековья.
- Гульельмо да Капрайя, судья Арбореи (с 1253).
- Даниил Романович Галицкий — Князь Галицкий (1205—1206, 1211—1212, 1229—1231, 1233—1235), Князь Волынский (1215—1238), князь Галицко-Волынский (1238—1264), Великий князь Киевский (1240), первый король Руси (1254—1264).
- Джованни Арборио[итал.] — епископ Турина (1243—1264).
- Доментиан, сербский писатель, собиратель книг, ученик святого Саввы, иеромонах Хиландарского монастыря.
- Жан II Ибелин — сеньор Бейрута (1254—1264).
- Изабелла де Лузиньян  — принцесса Антиохийская, жена Генриха Антиохийского, регент Иерусалимского королевства (1263—1264).
- Кылыч-Арслан IV — Султан Рума (1246/1248—1264), убит.
- Михаил Кантакузен — византийский полководец, великий коноставл.
- Отто фон Мёрнштайн[нем.] — епископ Кимзе (1248), епископ Лаванта (1260—1264).
- Роберт де Дрё[фр.] — виконт Шатодёна (1253—1259) (по праву жены), сеньор де Бё.
- Товтивил — литовский князь, племянник Миндовга, князь полоцкий (ок 1253—1264), убит в междоусобной борьбе.
- Тройнат — великий князь литовский (1263 —1264), князь жемайтский, погиб в междоусобной войне.
- Уильям де Капрайя[англ.] — регент Арбореи (1241—1264).
- Худай[англ.] — султан Мальдивских островов (1258—1264).